# サッシャ・ヒーン
サッシャ・ヒーン（Sascha Hehn、1954年10月11日）は、ドイツの映画・テレビ・舞台俳優、声優。

## 来歴
学生の頃から、すでに俳優として成功を収めていた。数多い初期の出演作には、『Hubertus Castle』などのドイツの長編映画が多数含まれている。
1976年、オーストラリアのドイツ語テレビドラマ『The Outsiders』で、オーストラリア中で祖父を追う若者ピート・ジャレットを演じた。
『プア・リトル・リッチ・ガール』（1987年）でゴットフリート・フォン・クラム男爵を演じ、国際的に評価された。
また、ドイツの2つのテレビ番組、群像劇『The Black Forest Clinic』（1985-1989年）でウド・ブリンクマン博士、および『Das Traumschiff』（2014-2019年）でスチュワード・ヴィクトールを演じ、長期にわたる成功に貢献した。

## 出演作の1部
- 1968年: ボヴァリー夫人（Madame Bovary、テレビ映画）
- 1971年: 番長ポルノ/女唇満開（Schüler-Report - Junge, Junge, was die Mädchen alles von uns wollen!）
- 1972年: 人妻SEX/恥態（Hausfrauen-Report 3. Teil: Hausfrauenreport III）
- 1972年: 女子学生(秘)レポートNo.4/性感優等生（Schulmädchen-Report. 4. Teil: Was Eltern oft verzweifeln läßt）
- 1973年: 女子学生(秘)レポートNo.6/我慢できない女たち（Schulmädchen-Report. 6. Teil: Was Eltern gern vertuschen möchten）
- 1974年: ヘルスネーク（Magdalena – vom Teufel besessen）
- 1979-1986年: 刑事デリック（Derrick、テレビドラマ、6エピソード）
- 1980年: 魔性の少女パトリシア（Patrizia）